# Mágócsy Gáspár
Mágócsy Gáspár (?, 1514 – Munkács, 1587. április 7.) várkapitány, főispán.

## Életpályája
Mágócsy I. Gáspár, a Baranya vármegyében fekvő Mágocs helységbeli Mágócsy családból származott. Apja Porkoláb Márton, testvérei: Magdolna, Ferenc, I. András és Dorottya voltak. Első felesége Patócsy Anna, második felesége Massay Eulália. Egy fia, Ferenc született, aki azonban korán meghalt. Nevét Verancsics is említette 1558-ban, az akkor gyulai várkapitány Mágócsy Gáspárhoz címzett levelében, mikor az a kapitányságról lemondani szándékozott. 
I. Gáspár 1554-tól 1559-ig gyulai várkapitány, majd lemondása után Torna várába vonult vissza, melyet akkor pénzen szerzett meg magának. 1562-ben török fogságba esett, melyből 14 ezer aranyért váltotta ki magát. 1564-ben Eger várának kapitánya, és Heves vármegye főispánja lett. Úgy látszik 1572-ben az egri kapitányságról is lemondott. 1573-ban Miksa királytól Munkács várát és uradalmát szerezte meg zálogbirtokként tíz évre 42 ezer forintért, és e zálog birtokban 1579-ben Rudolf király is megerősítette, sőt miután fia már nem élt, e birtokokat öccsei; András és Gáspár részére is megszerezte, kik ebben újra megerősítést nyertek 1580-ban és 1586-ban 31 ezer forintért.
Gáspár 1574-ben Bereg vármegye főispánja, majd 1579 körül Torna vármegyének is főispánja lett, amikor Békésben a kígyósi pusztát  is megszerezte 4500 forintért. 
A Mágócsy Gáspár által Zemplén vármegyében építtetni kezdett pácini kastélyt Mágócsy Gáspár halála után testvérének I. Andrásnak fia II. András fejezte be.
II. András 1590. táján halt meg, özvegyét Alaghy Juditot, kitől két fia Gáspár és Ferenc maradt, Rákóczi Zsigmond vette nőül, aki a Mágócsy gyermekeknek egyúttal gyámja is lett.